# غلوريا فيان
غلوريا فيان (بالإيطالية: Gloria Vian)‏ مواليد 3 فبراير 1989 في البندقية، هي لاعبة كرة سلة إيطالية. بدأت مسيرتها الاحترافية في سنة 2005. تلعب في الدوري الإيطالي لكرة السلة للسيدات كلاعب وسط. وتحمل الرقم 18.

## المسيرة الاحترافية
لعبت مع تريفيزو لكرة السلة في الدوري الإيطالي في موسم 2005–2006، ثم لعبت مع رير فينيزيا مستري في موسم 2012–2013، ثم لعبت مع نادي بارما لكرة السلة للسيدات في موسم 2013–2014.

## روابط خارجية
- غلوريا فيان على موقع الاتحاد الدولي لكرة السلة (الإنجليزية)
- غلوريا فيان على موقع كرة السلة الأوروبية.كوم (الإنجليزية)